# Докудівська волость
Докудівська волость — адміністративно-територіальна одиниця Лідського повіту Віленської губернії.
Станом на 1886 рік — складалася з 23 поселень, 2 сільських громад. Населення — 3028 осіб (1579 чоловічої статі та 1439 — жіночої), 224 дворових господарства.
|                     | Площа, десятин | У тому числі орної, десятин |
| ------------------- | -------------- | --------------------------- |
| Сільських громад    | 3352           | ?                           |
| Приватної власності | 4124           | 909                         |
| Іншої власності     | 36             | 9                           |
| Загалом             | 7512           | 3815                        |

Найбільше поселення волості:
- Докудове — село при річці Нарві за 35 верст від повітового міста, 378 осіб, 28 дворів, православна церква, школа, постоялий будинок.
- Докудове — село при річці Печані, 608 осіб, 45 дворів, постоялий будинок, водяний млин.